# Almenara (Brasile)
Almenara è un comune del Brasile nello Stato del Minas Gerais, parte della mesoregione di Jequitinhonha e della microregione di Almenara.